# Eriopyga brachia
Eriopyga brachia är en fjärilsart som beskrevs av De Joannis 1904. Eriopyga brachia ingår i släktet Eriopyga och familjen nattflyn. Inga underarter finns listade i Catalogue of Life.